# 克里斯蒂安·丁格特
克里斯蒂安·丁格特（德語：Christian Dingert，1980年7月14日—）是一位德国足球裁判，现注册于德国西南足球协会辖下的利希滕贝格堡体操及竞赛俱乐部（TSG Burg Lichtenberg）。他是FIFA认证的国际裁判，同时也是UEFA的二级裁判组成员。

## 裁判生涯
丁格特自2002年起成为德国足协裁判。他是利希滕贝格堡体操及竞赛俱乐部（TSG Burg Lichtenberg）的注册会员，并至2004年起执法德乙联赛。作为助理裁判，他在德甲联赛中曾长期站在沃尔夫冈·施塔克身边；而在担任助理裁判的最后一个赛季，他则是曼努埃尔·格雷费的助手。在2006-07赛季，丁格特还以助理裁判身份参加了一场欧洲冠军联赛比赛和一场欧洲联赛比赛。2010年6月，丁格特被德国足协任命为德甲主裁判，并至2016-17赛季开始前共获得78次执法机会。
丁格特在德甲的首秀是2010年9月12日，执法由科隆对阵圣保利的比赛。2012年5月11日，他还执法了由雅恩雷根斯堡对阵卡尔斯鲁厄的德乙升、降级附加赛，双方以1比1战平。
丁格特与托比亚斯·韦尔茨一同自2013年起入选FIFA国际裁判名录。他们分别替换了在2012年底自愿离开国际足联团队的克努特·基歇尔和米夏埃尔·魏纳。

## 个人生活
丁格特居住在凯泽斯劳滕附近的莱贝克斯穆勒。他自2008年已婚并已获得应用技术大学管理学文凭。